# Assenede
Assenede ist eine Gemeinde in der Provinz Ostflandern (Region Flandern) in Belgien. Sie liegt im Arrondissement Eeklo 14 km nordöstlich von Eeklo im sogenannten Meetjesland. Die Gemeinde liegt unmittelbar an der Grenze zu den Niederlanden und grenzt an die in der Provinz Zeeland gelegene Gemeinde Terneuzen.
Assenede besteht aus vier Teilgemeinden und hat 14.650 Einwohner (Stand 1. Januar 2024), die im Niederländischen Assenedenaar genannt werden.

## Gemeindegliederung
| #   | Name       | Fläche km² | Einwohnerzahl (01/04/2006) |
| --- | ---------- | ---------- | -------------------------- |
| I   | Assenede   | 32,18      | 5.846                      |
| II  | Boekhoute  | 16,27      | 2.029                      |
| III | Bassevelde | 21,94      | 2.972                      |
| IV  | Oosteeklo  | 16,82      | 2.707                      |

Quelle: Gemeinde Assenede

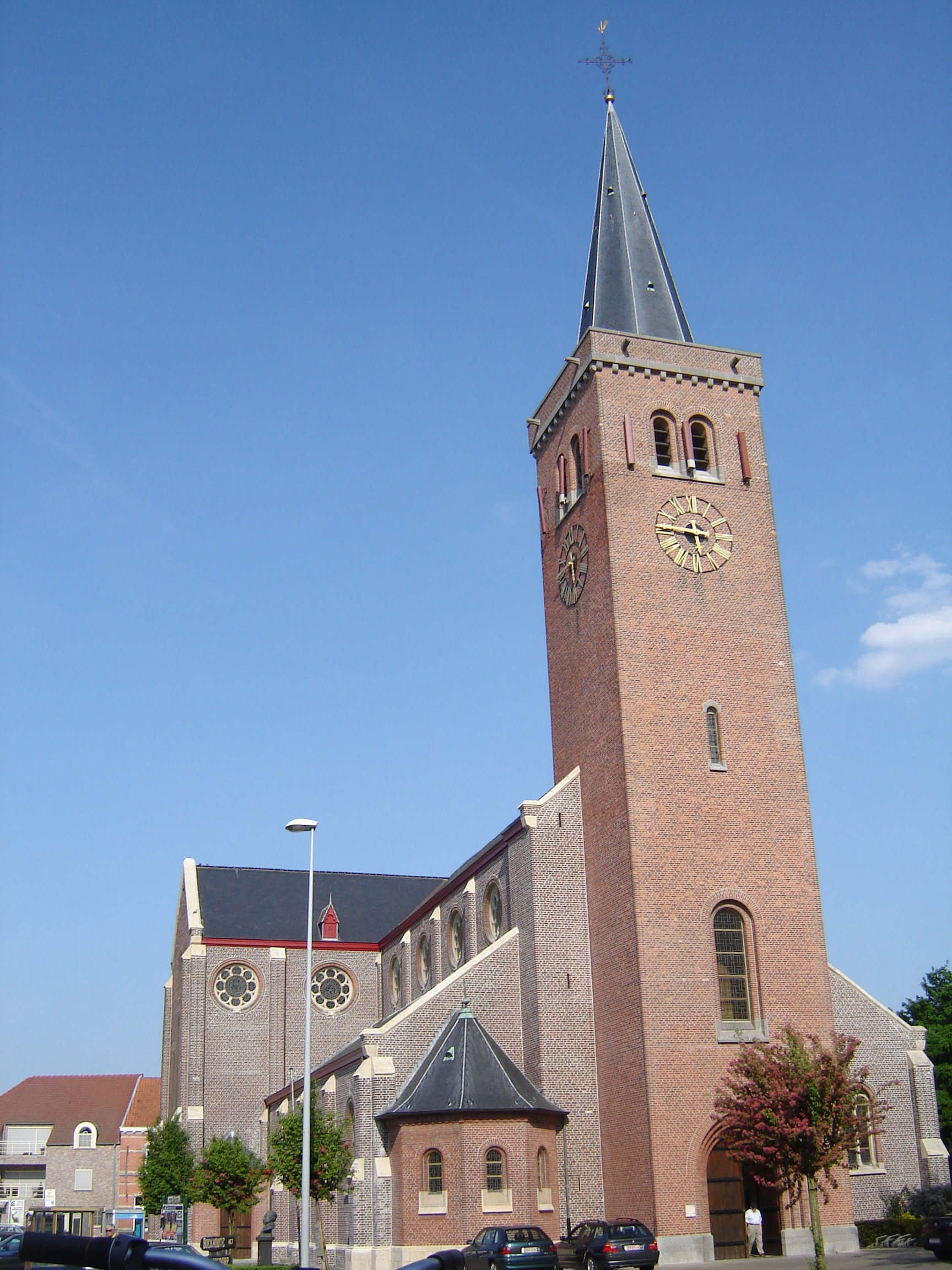
Heiligkreuzkirche Boekhoute
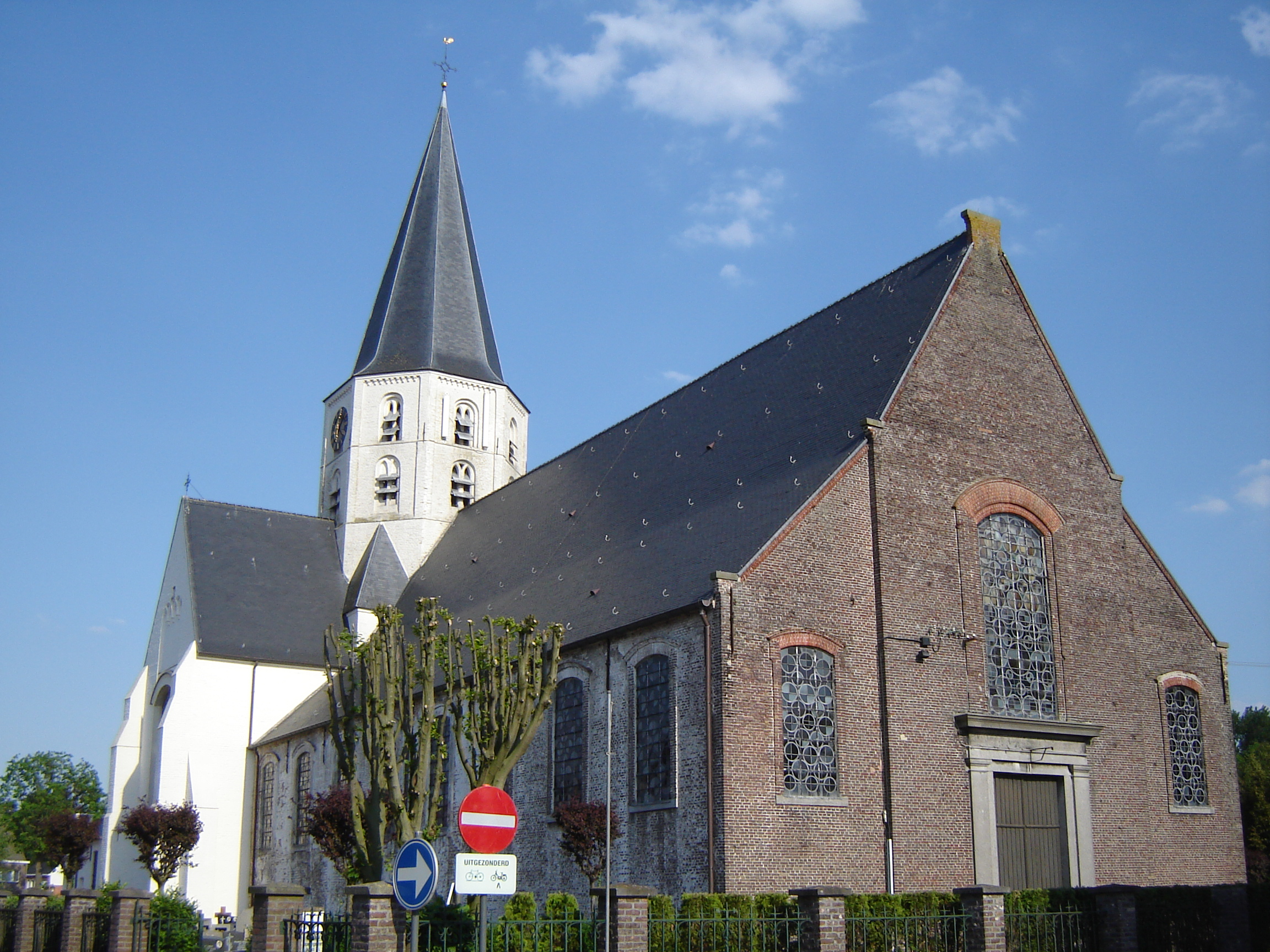
Liebfrauenhimmelfahrtskirche Bassevelde
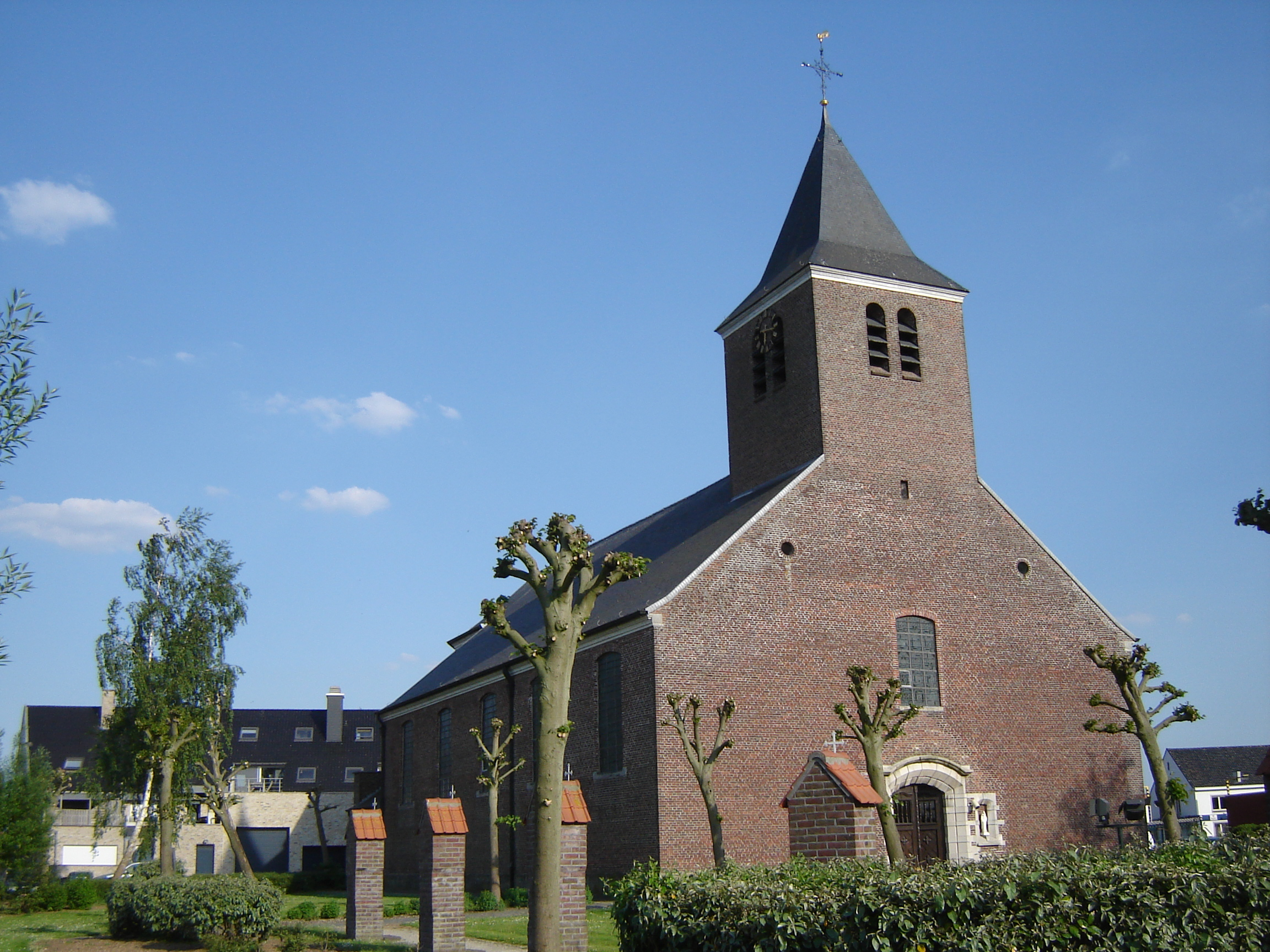
Heiligkreuz- und Liebfrauenkirche Oosteeklo

### Boekhoute
Am Beginn des 20. Jahrhunderts lebten die 700 Boekhoutenaren vom Fischfang. Der Braakman, die Verbindung zwischen dem Fischerhafen und der See, versandete 1952 komplett. Die Fischerflotte von fast 50 Schiffen konnte nicht mehr ausfahren. Zu einem großen Teil ist das auf unterlassene Bagger- und Instandhaltungsarbeiten während des Zweiten Weltkrieges zurückzuführen. Ein Fischerboot im Dorf und die im September stattfindenden „Garnaalfeesten“ erinnern noch an die Fischereivergangenheit. Boekhoute ist nach dem Gesetz offiziell noch immer ein Fischerhafen; die Boote liegen nun (2008) jenseits der Grenze in Seeland in Terneuzen oder Breskens und sind an der Aufschrift BOU (für die alte Schreibweise des Ortes Bouchaute) zu erkennen.

### Bassevelde
Bassevelde war bis Ende 1976 eine selbstständige Gemeinde. Im Nordwesten liegt der Weiler Landsdijk.

### Oosteeklo
Siehe auch: Zisterzienserinnenabtei Oosteeklo
Die Herkunft des Namens Oosteeklo lässt sich in Oost (Ost), eke und lo aufteilen, „Eke“ bezieht sich auf Eiche während „Lo“ ein Wäldchen oder eine Strauch- und Baumlandschaft andeutet. Der Name Eeklo bezeichnet also ein Eichenwäldchen oder ein Wäldchen mit einer besonders auffälligen Eiche. Gelegen auf einem Sandrücken, der die Region von West nach Ost durchquert, war der Wald eine deutliche Wegmarke für Reisende, so dass aus Eke-lo eine Ortsbenennung wurde. Oosteeklo liegt demzufolge östlich dieses Wäldchens.
Der schwere Einschlag einer Fliegerbombe auf eine Straßenbahn in der Stroomstraat ließ den 9. Oktober 1943 zu einem schwarzen Tag in der Oosteekloer Geschichte werden. 22 Menschen wurden getötet, acht weitere starben später an ihren Verletzungen. Eine kleine Kapelle erinnert an diesen Tag. Die Straßenbahnlinie Bassevelde-Evergem wurde am 2. Juni 1956 eingestellt
.
In Oosteklo geboren sind unter anderem der Sänger Ivan Heylen (* 1946) und der TV-Reporter Martin Heylen (* 1956).

## Geschichte

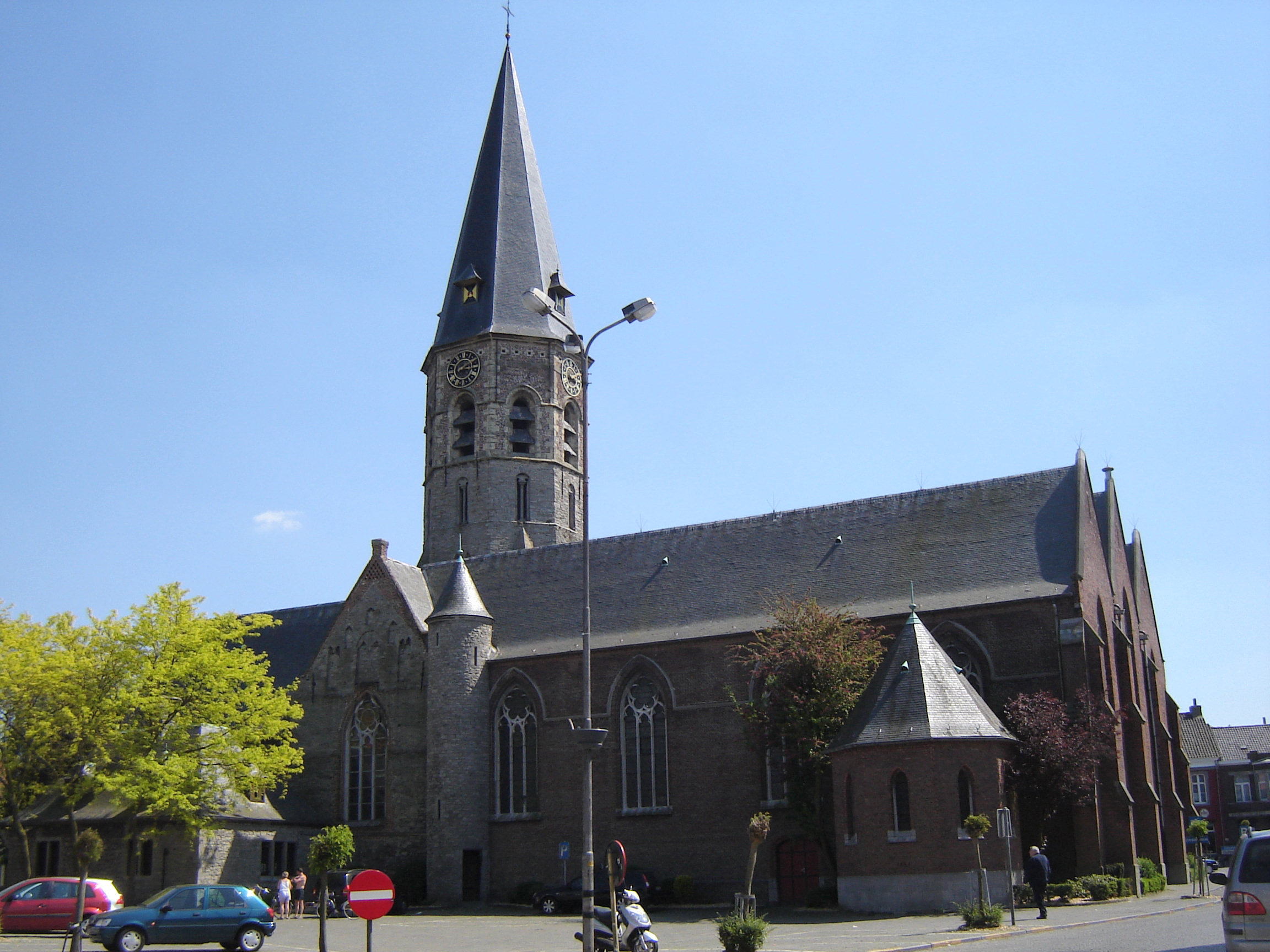
St. Peter und Martinskirche

Assenede scheint vielen Untersuchungen gemäß eine der ältesten Gemeinden in Flandern zu sein, seit dem 10. Jahrhundert wurde sie in schriftlichen Quellen erwähnt.
Lokalhistorische Forschung wurde und wird durch den lokalen Heimatkundeverein De Twee Ambachten betrieben. Zur etymologischen Herkunft des Namens „Assenede“ besteht kein Konsens. Einige Quellen legen nahe, dass der Name „Essen aan de Ede“ (Eschen an der Ede) bezeichnet. „Es“ steht dabei für die gemeine Esche, die Ede soll einst ein mittelgroßer Bach gewesen sein, der heute nicht mehr, zumindest nicht unter diesem Namen existiert.
Im Volksmund wird der Name Assenede auch als „Asnee“ ausgesprochen, was in mündlicher Kommunikation zur Verwirrung mit dem Dorf Afsnee bei Gent führen kann, mit dem es nichts zu tun hat.
Übrigens hat Assenede einen eigenen Dialekt, dessen Sprecherzahl jedoch mittlerweile abnimmt. Er zeichnet sich durch charakteristische Unterschiede zu den Dialekten der meisten Gemeinden in der näheren Umgebung aus. Selbst für andere Einwohner Ostflanderns kann dieser Dialekt daher manchmal schwer zu verstehen sein.

## Bevölkerungsentwicklung
- Quelle:NIS, www.meetjesland.be und Gemeinde Assenede – Anmerkung:1806 bis 1991 = Volkszählungen; 1977, 2002, 2008 = Einwohnerzahl am 1. Januar
- (Ende 1976) 1977: Eingemeindung von Bassevelde, Boekhoute und Oosteeklo

## Politik

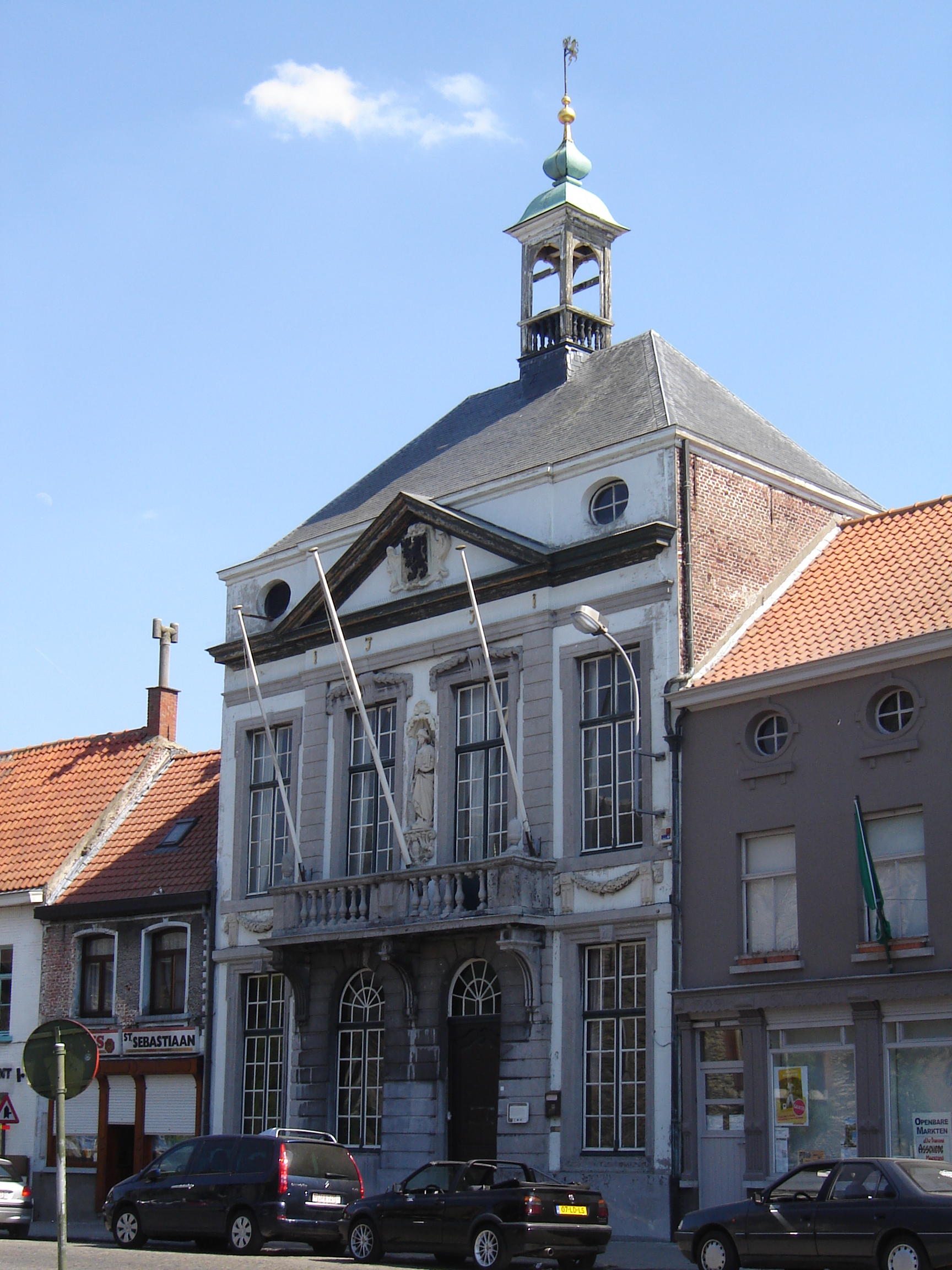
Rathaus von Assenede

Die politischen Kräfteverhältnisse haben sich in Assenede seit den 1970er Jahren deutlich gewandelt. Während die (hauptsächlich katholisch geprägten) Christdemokraten (CD&V) bei den Wahlen 1976 noch fast die Hälfte der Stimmen auf sich vereinigen konnten (47,43 % – typisch für die traditionellen flämischen Bauerndörfer), gewann bei den Wahlen 2012 das Wahlbündnis SamenPlus aus Grünen (Groen), Liberalen (Open VLD) und Sozialdemokraten (SP.a) fast ebenso viele Stimmen (45,48 %), während die Christdemokraten nur noch 28 % erreichten. Diese Kräfteverschiebung begann mit der Wahl im Jahr 2000. 
Die 23 Sitze im Gemeinderat sind für die Periode 2012 bis 2018 wie folgt verteilt:
- SamenPlus: 13 Sitze
- CD&V: 7 Sitze
- N-VA: 3 Sitze

Der Bürgermeister und die sechs Schöffen gehören dem Bündnis SamenPlus an. (nl. samen = dt. gemeinsam)

## Gewerbe und Industrie
Assenede hatte in seiner Geschichte vier Brauereien; die Brauereien Cruyl, Van Hoorebeke, Van Overbeke und De Rudder. Das Breughelbier der Brauerei Cruyl genoss regionale Bekanntheit. In den achtziger Jahren wurde es nochmals einmalig durch die Brauerei Bios aus dem benachbarten Ertvelde gebraut. Heute ist das Brauereihandwerk im Grunde genommen völlig aus dem Dorfe verschwunden.
Der Todesstoß für das Brauereihandwerk von Assenede kam durch die Requirierung der Kupferkessel der Brauereien im Zweiten Weltkrieg, als die Nationalsozialisten auf Jagd nach Kupfer zur Munitionsproduktion gingen.
Der wichtigste Arbeitgeber für Assenede und das Hinterland ist seit vielen Jahren der Autozulieferer ECA. Auch bei SIDMAR (Arcelor Mittal) im nahegelegenen Zelzate sind viele Arbeiter aus Assenede beschäftigt.

## Verkehr
Seine relative Isolation verdankt Assenede der geringen Zahl an öffentlichen Verkehrsverbindungen nach Gent und Brügge, ein Faktor, der zu einer kontinuierlichen Abwanderung junger Erwachsener führt, die nach Ausbildung und Studium wegen fehlender Arbeitsplätze für Höherqualifizierte nicht mehr in die Gemeinde zurückkehren.
Seit einigen Jahren ist jedoch zumindest eine direkte regelmäßige Busverbindung mit dem Zentrum von Gent eingerichtet worden (De Lijn Linie 52) und durch Assenede läuft die Schnellstraße N49 (Teil der Europastraße 34). Naturliebhaber finden, dass diese Straße den ländlichen Charakter des Meetjeslandes zerstört hat. Die lokale Wirtschaft dagegen ist eher froh über den infrastrukturellen Anschluss.

## Kultur

### Festivals
Bis vor einigen Jahren war Assenede dreimal jährlich Schauplatz des multidisziplinären und mehrtägigen Kunstfestivals A(rt)ssenede, das lokalen und internationalen Talenten ein Podium für Musik, Poesie und Installationskunst bot, aber die zugehörige Vereinigung ohne Gewinnerzielungsabsicht hörte mit dem Millenniumswechsel auf zu bestehen. Momentan besteht als Ersatz das zweijährliche Jazzenede, das Jazzliebhaber aus der ganzen Provinz anzieht. Ferner findet jährlich ein Harley-Davidson-Tag statt, an dem (im letzten Jahr) mehr als 1.000 Harleyfahrer sowohl aus dem In- und Ausland teilgenommen haben.

### Malerei und Ausstellungen
Pim De Rudder besitzt am Marktplatz eine Galerie. Wim Ricourt ist einer der bekanntesten Maler des Dorfes. Er stellt regelmäßig in renommierten Galerien sowohl im In- als auch im Ausland aus. Auch Hans de Greve, der engen Kontakt zu den vorgenannten Künstlers hält, ist als Photographiekünstler bekannt. Verschiedene seiner Photobücher wurden publiziert. Er ist vor allem auf Theater- und Konzertphotographie spezialisiert, aber ist ferner auch bekannt für seine ansprechenden Photoreportagen. de Greve ist gleichermaßen einer der Photographen die vom Genter Filmfestival berichterstatten.

### Musik
Debuutrock brachte Assenede in ganz Belgien ins Gespräch. Dieser Turnierwettbewerb platzte derart aus den Nähten, dass man nach Gent umziehen musste. Gegenwärtig schickt Assenede auch seine eigenen Söhne in die musikalische Welt hinaus. Bruno de Bruxelles stand kürzlich erst mit Afro Celt Sound System auf der Ancienne Belgique (AB) Bühne; Sebastiaan „Omerson“ Van Vooren klärt die Welt mit seinem Pornorama auf und der geschätzte Schlagzeuger Frederik Van Den Berghe konnte Arno auf Tournee begleiten.

### Theater
In Assenede blüht durch zwei Vereine das lokale Amateurtheaterleben: „N.A.T.“ (Nieuw Asseneeds Toneel) unter sozialistischer Schirmherrschaft, sowie „Floris ende Blancefloer“ unter katholischer Schirmherrschaft. Bei verschiedenen Gelegenheiten arbeiteten beide für größere Freilufttheatervorstellungen zusammen, wie beispielsweise „de heks van Assenede“ (Die Hexe von Assenede) und das wesentlich neuere „Bouchaute, het vooronder van de zee“.

### Karneval
Das Dorf hat eine reiche Karnevalstradition, die nicht konstant, sondern von Zwischenpausen gekennzeichnet ist, magere wechseln sich mit Jahren von blühender Dynamik ab. In Höhepunktjahren lockt der Karneval Feier- und Schaulustige aus der gesamten Region, sogar aus Gent, an. Momentan besitzt die Gemeinde acht Karnevalsvereine, die bis weit über die Gemeinde hinaus im Karnevalsleben bekannt sind.

## Sport
Die Frauen des örtlichen Fußballvereins Assenede spielten jahrelang in der höchsten nationalen Liga. Ebenso war der Asseneder Volleyballsport auch jahrelang sehr gut an der Spitze, doch sind sie inzwischen aufgrund verschiedener Probleme zurückgefallen auf ein viel niedrigeres Wettbewerbsniveau.
Vor einigen Jahren kam es zur Fusion des Fußballvereins von Assenede mit demjenigen der Teilgemeinde Boekhoute. Der neue Verein „Assenede-Boekhoute“ startete in der zweiten Provinzliga wo zuvor schon der FC Assenede spielte. Anfang 2007 beschloss Boekhoute sich wieder von Assenede abzutrennen. Sie begannen in der vierten Provinzliga als VC Boekhoute. Der FC Assenede sackte nach einer enttäuschenden Saison 2008 von der zweiten in die dritte Provinzliga ab.

## Besonderheiten
- Assenede ist bekannt als Muscheldorf. Im Zentrum befinden sich einige hochgeschätzte, renommierte Muschelrestaurants, die während der Hochsaison Gäste von weit außerhalb anziehen.
- Auf dem Gemeindegebiet liegen einige Priele des Meetjesländer Prielengebiets, darunter der Rode Geul und der Grote Geul. Im Norden herrscht eine Polderlandschaft mit fruchtbarem Kleiegrund (dit was zee tot het zo’n 1000 jaar geleden werd ingepolderd) vor. Der Süden ist seit alters her Holzland, vor allem auf trockenem Sandgrund. Die Gemeinde hat einen Höhenunterschied von etwa acht Metern zwischen Nord und Süd.
- Die neueste Attraktion, die Assenede über seine eigenen Grenzen hinaus bekannt machte, ist ein Irrgarten aus Maispflanzen. Das Labyrinth hat einen derartig großen Umfang, dass es deshalb ins Guinness-Buch der Rekorde aufgenommen wurde.
- Im Dorfzentrum steht die St. Peter und Martinskirche, die im Zweiten Weltkrieg zerstört und in der Folge wiederaufgebaut wurde.
- Auf dem Marktplatz gibt es noch einige authentische Wohnungen. Assenede vermochte es bis heute, die alten Gassen in seinem Zentrum zu konservieren.
- Ein Kennzeichen der Gemeinde ist, wenn auch seltener anzutreffen, das Kopfsteinpflaster, weshalb die Dorfbewohner auch ihren Spitznamen als „kasseibijters“ (Kopfsteinbeißer) erhalten haben.

## Mentalität
Die Dorfbewohner wurden und werden oft bezichtigt, eine bestimmte Überheblichkeit und Selbstbezogenheit zu pflegen. In heimatkundlichen Texten wird diese vermeintliche Mentalität durch die Tatsache erklärt, dass hier ursprünglich einmal die See bezwungen werden musste und das Dorf deshalb sein Bestehen gegen alle Gefahren selbst sicherstellte.

## Bekannte Einwohner
- Alfred Haemerlinck (1905–1993), Radrennfahrer
- Claude van de Berge (* 1945), Schriftsteller und Dichter
- Ivan Heylen (* 1946), Sänger
- Maarten Martens (* 1984), Fußballspieler